# Refuge faunique Wichita Mountains

Le refuge faunique Wichita Mountains (anglais : Wichita Mountains Wildlife Refuge) est une réserve naturelle de l'Oklahoma aux États-Unis. Il se trouve dans le comté de Comanche et fut créé en 1901. Il est géré par l'United States Fish and Wildlife Service. Il abrite une grande biodiversité : 806 espèces de plantes, 240 d'oiseaux, 36 de poissons, 64  de reptiles et d'amphibiens. Il appartient à l'ensemble géologique des Montagnes Wichita.

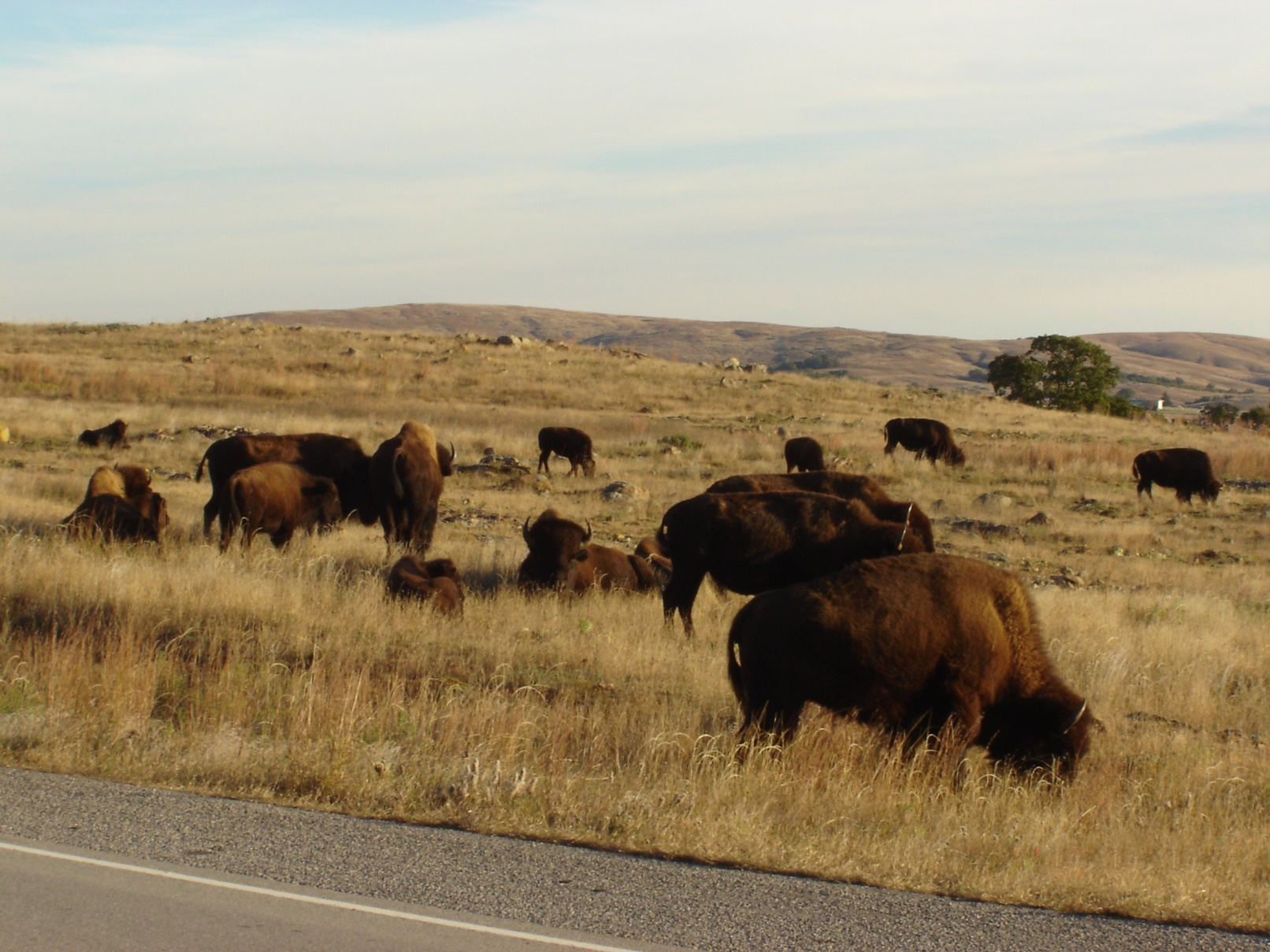
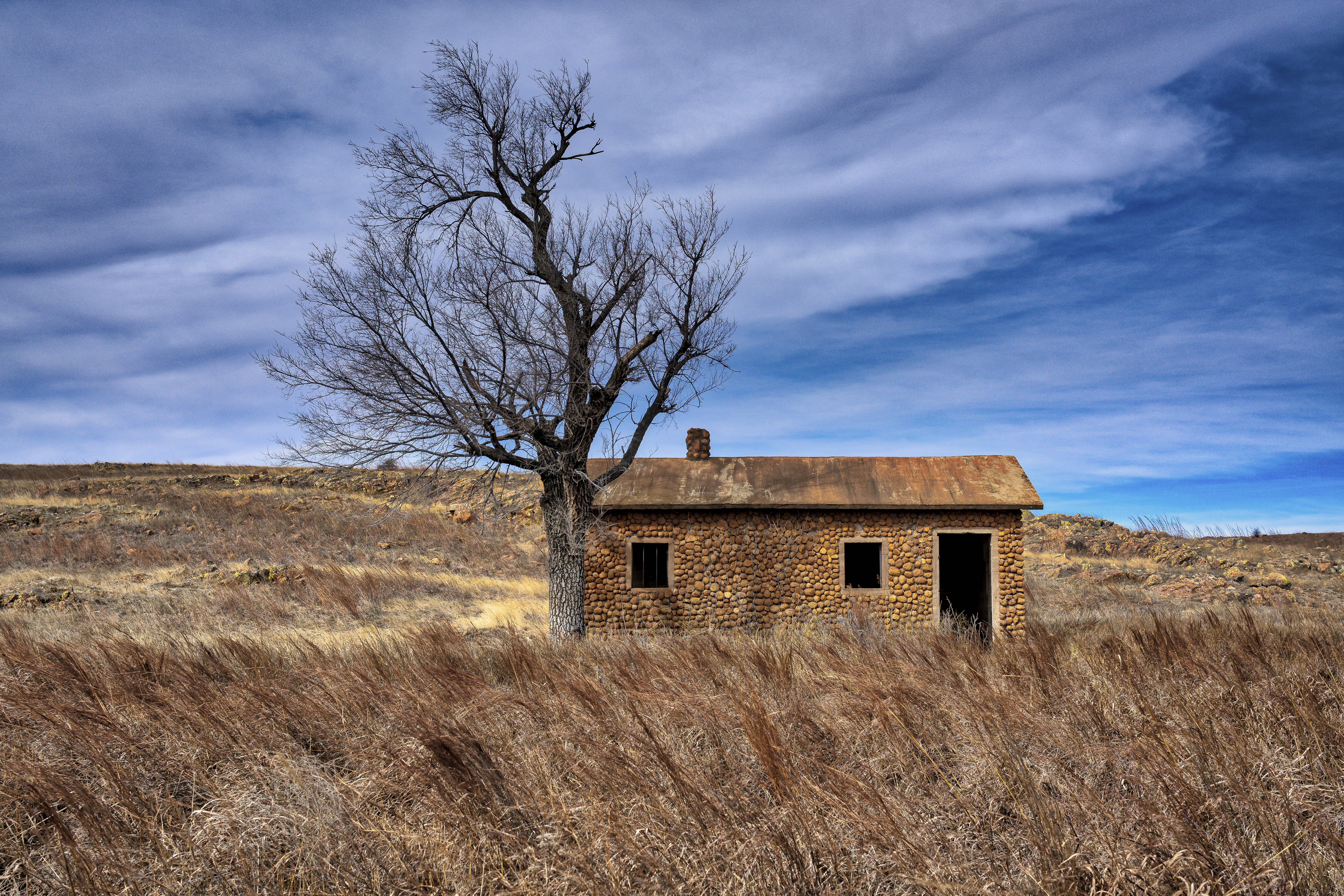
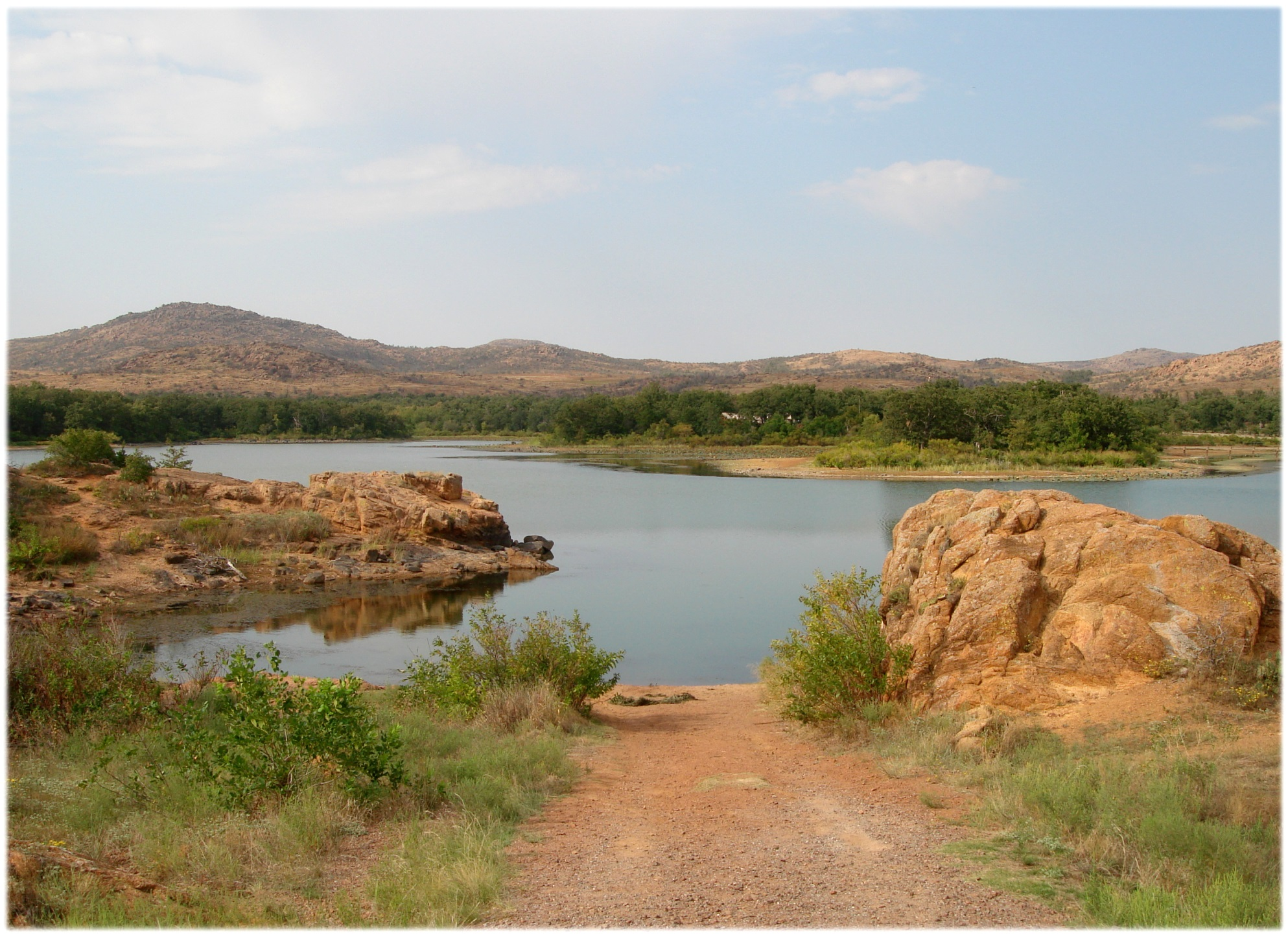
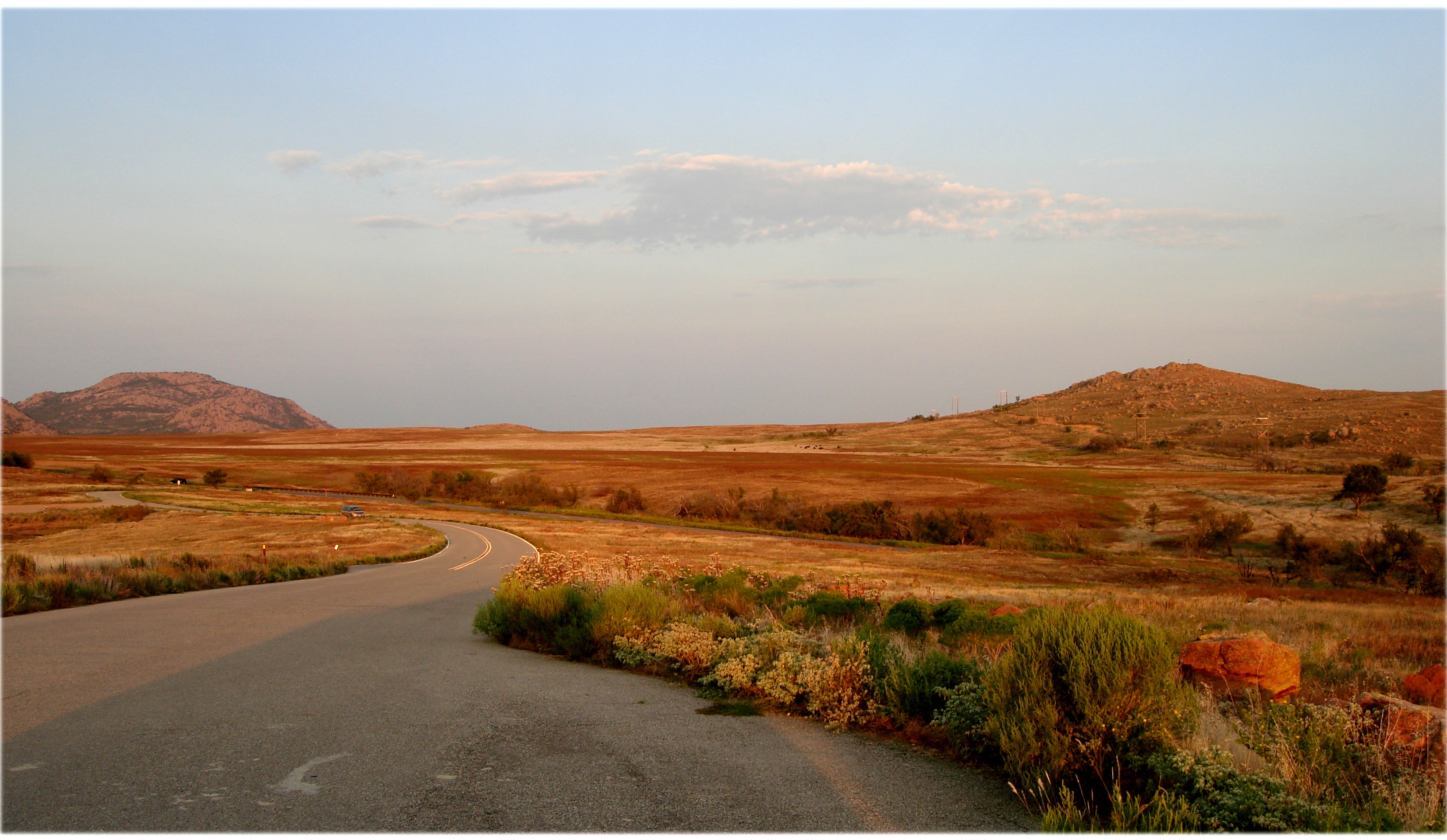
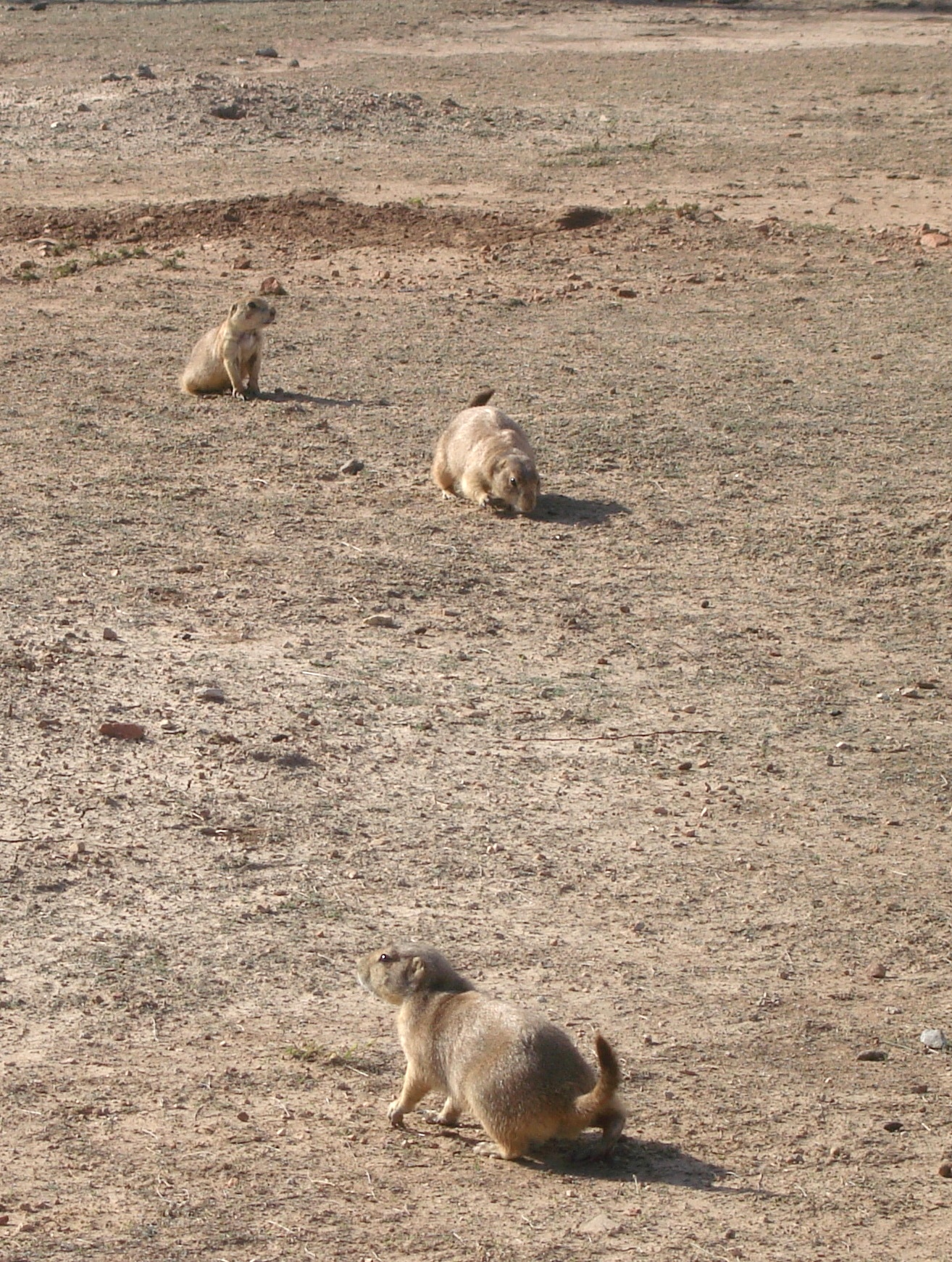